# كيني اوديل
كيني اوديل (بالإنجليزية: Kenny O'Dell)‏ هو مغني ومغن مؤلف أمريكي، ولد في 21 يونيو 1944 في أنتليرس في الولايات المتحدة، وتوفي في 27 مارس 2018 في ناشفيل في الولايات المتحدة.

## وصلات خارجية
- كيني اوديل على موقع IMDb (الإنجليزية)
- كيني اوديل على موقع ميوزك برينز (الإنجليزية)
- كيني اوديل على موقع ديسكوغز (الإنجليزية)
- كيني اوديل على موقع ديسكوغز (الإنجليزية)